# Rosendo Francisco da Silva
Rosendo Francisco da Silva (São Lourenço da Mata, 26 de abril de 1896 — Recife, 17 de outubro de 1959) foi um poeta popular, ativista político, operário, estivador e capoeirista brasileiro do século XX. Filho dos humildes agricultores Francisco Manoel da Silva e Elvira Joaquina da Conceição, era o primogênito de mais três irmãos: Hercília Silva, Inácio Francisco da Silva e Francisco Manoel da Silva Filho. Tornou-se conhecido nos meios populares da capital pernambucana como "Rosendo da Gravata", graças ao uso da peça mesmo durante o trabalho humilde que exercia. Militou junto ao  PCB e atuou na luta pelos direitos dos trabalhadores junto à Frente do Recife, ganhando admiração e respeito de Pelópidas Silveira, Paulo Cavalcanti e Miguel Arraes de Alencar . Por razões ainda incertas, lavrou, entre as décadas de 1930 e 1940, dois registros civis autodeclaratórios, um na comarca de São Lourenço da Mata  e outro na comarca do Recife, fornecendo a data de 18 de dezembro de 1900 como sendo a de seu nascimento; porém, o registro batismal da paróquia da freguesia de São Lourenço, subscrito pelo Vigário Cônego Manoel Benedito de Araújo Oliveira,  anota 26 de abril de 1896 como sendo sua data de batismo aos dois meses de vida. Por seu posicionamento político, foi preso reiteradas vezes injustamente e, segundo Paulo cavalcanti, nem mesmo no cárcere, se desfazia da "indefectível gravata". Foi casado com dona Maria Carolina da Silva, com quem teve dois filhos: Antônio José da Silva e Rosenita Carolina da Silva. Em 17 de outubro de 1959, faleceu de um edema pulmonar agudo e seu amigo Nilo Otaviano de Moura cuidou de lavrar seu óbito em ajuda à família. É patrono da cadeira número 47 da Academia de Letras e Artes do Paulista, atualmente ocupada por seu bisneto, o escritor, professor e poeta Marcos de Andrade Filho. 